# Centro Mori
El Centro Mori o Centro Cultural Mori es un proyecto cultural fundado por los actores Gonzalo Valenzuela y Benjamín Vicuña junto a su socio Cristóbal Vial en Santiago de Chile. Cuenta con cuatro salas: Mori Bellavista, Mori Parque Arauco, Mori Vitacura y Mori Recoleta siendo así el complejo gestor de salas teatrales más grande del país.

## Historia
El Centro Cultural Mori nace en 2005 en el barrio Bellavista, la zona cultural más importante de Santiago, en una vieja casa ubicada a los pies del Cerro San Cristóbal, calle Constitución 183, junto a la Plaza Camilo Mori y cerca de La Chascona (museo de Pablo Neruda).
Los actores (Gonzalo Valenzuela y Benjamín Vicuña) compraron en 2004 la casona que queda en la esquina de las calles Constitución y Antonia López de Bello, y junto con un grupo de profesionales restauraron la propiedad hasta transformarla en la que sería la primera sala del Centro, el Teatro Mori Bellavista, donde también está el bar y restaurante que primeramente se llamó Amorío. 
En 2007 administran una segunda sala ubicada en el subsuelo del centro comercial Parque Arauco en la comuna de Las Condes, junto con una cafetería y desde 2009 hasta enero de 2012 la municipalidad de Vitacura le entrega al Cultural Mori la administración de su Centro Cívico. En 2012 inauguran su tercera sala en La Florida, dentro de las ubicaciones del Mall Plaza Vespucio. 
En junio de 2019 se inaugura una nueva sala en el nuevo edificio Pits Núcleo Bellavista, de Red Megacentro. Esta moderna sala cuenta con una capacidad de 222 butacas y está ubicada en la comuna de Recoleta, junto al barrio Bellavista y a pasos de la primera sala de Teatro Mori.

### Salas
- Teatro Mori Bellavista – 162 personas; Providencia, Santiago de Chile.
- Teatro Mori Parque Arauco – 248 personas; Las Condes, Santiago de Chile.
- Teatro Mori Vitacura – 239 personas; Vitacura, Santiago de Chile.
- Teatro Mori Recoleta – 222 personas; Recoleta, Santiago de Chile.

## Teatro Mori Bellavista

### 2005
- Éxtasis, con Carlos Díaz, Naldy Hernández, Grimanesa Jiménez, Sebastián Layseca, Claudio Marín, Paulina Urrutia y Pablo Valledor
- Numancia, con Alexandra von Hummel, Antonia Zegers y Amparo Noguera
- Cocinando con Elvis, con Benjamín Vicuña y Daniel Muñoz

### 2008
- Sarah, con Mónica Godoy, Andrés Gómez, Carolina Paulsen, Andrea Martínez y Pablo Suárez.

### 2010
- Payasos de la esperanza, dir.: Mauricio Pesutic; con Roberto Farías, Claudio Castellón y Sebastián Layseca
- Las analfabetas, de Pablo Paredes, dir.: Nicolás Zárate y colectivo; con Valentina Muhr y Paulina García; compañía: Teatro La Gracia
- H.P (Hans Pozo), de Luis Barrales, dir.: Isidora Stevenson; con María José Bello, Evelyn Ortiz, Fernanda Ramírez, Rodrigo Soto y Sebastián Ibacache

### 2011
- Canario, adaptación de Good Canary, del guionista y dramaturgo estadounidense Zach Helm; dir.: Héctor Morales; con María Elena Swett, Cristián Carvajal y Pablo Macaya (desde el 11 de marzo)
- Klutch, musical; idea y dir.: David Quintana; con David y Fernando Quintana, María José López, Sergio Cantillano, José Aravena, Mario Carreño, Caludia Vandía, Mi-Seon Lee (desde octubre)

### 2012
- Las heridas del viento, con Luis Gnecco y Paulo Brunetti
- Juan y Beatriz, con Carolina Cartagena y Tiago Correa
- Mía, con César Caillet, Paulina Eguiluz, Nicolás Poblete y Natalia Grez

### 2013
- El impostor, adaptación de Tartufo de Molière; dir.: Mario Soto; con Jaime Artus, Andrés Pozo, Nelson Muñoz, Grimanesa Jiménez, Claudia Hidalgo, Ángela Vallejo, Catalina Martín y Víctor Rojas, compañía La Zarabanda (del 28 de febrero al 2 de marzo)
- Locos de amor, de Sam Shepard, dir.: Andrea García-Huidobro; con Francisco Pérez-Bannen, Manuela Oyarzún, Alejandro Sieveking, Iván Parra (desde el 16 de marzo)
- Tacones PETIT..., musical; autor y dir.: Marcelo Álvarez; con Álvarez, Sergio Cantillano, Jonathan Marín, Darwin Ruz y elenco de la compañía Tacones y algo más (desde el 22 de marzo)
- La hizimos, autores y actuación: Sergio Freire y Rodrigo Salinas (desde el 4 de abril)
- Entender mal, adaptación de El malentendido, de Albert Camus, dir.: Francisco Albornoz; con Francisco Melo, Bastian Bodenhöfer, Nicolás Pavez y Aranzazú Yankovic (del 2 de mayo al 29 de junio)
- Antonio y Cleopatra en la playa, de Bastian Bodenhöfer, Gonzalo Merino y Maira Bodenhöfer (el primero, además, es su director y los últimos dos son también los actores) (desde el 17 de mayo)
- Jodida, pero soy tu madre, autor y actuación: Roberto Nicolini; dir.: Luz Elvira Rivanera
- Buenaventura II: El mar en la muralla, de Luis Alberto Heiremans, dir.: Antonio Campos; con Claudia Di Girólamo y Sergio Hernández (desde el 4 de julio)

## Teatro Mori Parque Arauco

### 2007
- El amante, de Harold Pinter; con Benjamín Vicuña y María Elena Swett

### 2010
- Rotos de amor, con Bastián Bodenhofer, Alejandro Trejo, Mateo Iribarren y Christian Zúñiga
- La familia ante todo, con Fernando Larraín, Javiera Contador; Fernando Godoy y Dayana Amigo
- Magictwins al límite 2.0, dir.: Nicolás Botinelli, con los ilusionistas Nicolás Luisetti y Jean Paul Olhaberry
- La casa de los espíritus, adaptación de la novela homónima de Isabel Allende por Caridad Svich, dir.: José Zayas; con Francisco Melo, Blanca Lewin, Ana María Palma, Coca Guazzini, Loreto Valenzuela, José Palma, Julio Jung Duvauchelle (del 4 al 16 de enero)
- El hijo de la peluquera, dirección y texto de Javiera Contador, basado en historias de Francisco Llancaqueo; con Ximena Rivas, Claudia Burr, Andrea García-Huidobro, Lorene Prieto y Claudio Castellón (desde el 8 de octubre)
- Un día con Kramer (5, 9 y 12 de diciembre)
- Feas. ¿Quién quiere ser Gloria Munchmeyer?, autor y dir.: Mateo Iribarren; con Bastian Bodenhofer, Alejandro Trejo, Cristián Zúñiga y Mateo Iribarren (desde el 10 de noviembre)
- 2010 ¡El año de mierda!, con Pato Pimienta, Alison Mandel, Jenny Cavallo y Juan Pablo Flores

### 2011
- Matrimonio-Sobrevivientes, autoría y actuación: Claudia Pérez y Rodrigo Muñoz (del 17 al 20 de febrero)
- Lo peor Los Quintana... reciclado, con David y Fernando Quintana, Carlos Chacón, Sergio Cantillano, Luciano Montecino
- Defendiendo al cavernícola, de Rob Becker, dir.: Lía Jelín; con Luis Gnecco
- La casa de los espíritus, adaptación de la novela homónima de Isabel Allende por Caridad Svich, dir.: José Zayas; con Cristián Riquelme, Esperanza Silva, Ana María Palma, Natalia Aragonese, Josefina Velasco, Gabriela Medina, José Palma, Julio Jung Duvauchelle, Catalina Palma (desde el 17 de marzo)
- 31 minutos: Resucitando a una estrella, de Lorena Penjean, Daniel Castro, Álvaro Díaz, Pedro Peirano; dir.: Álvaro Díaz; con Tulio Triviño, Juan Carlos Bodoque, Juanín Juan Harry, Patana Tufillo (desde el 26 de marzo)
- T.O.C. T.O.C, Laurent Baffie, dir.: Rosita Nicolet; con Maira Bodenhöfer, Tichi Lobos, Carmen Disa Gutiérrez, Hochi Yaconi, Claudio Valenzuela, Guido Vecchiola y Constanza Mackenna (desde el 23 de junio)
- Ardiente paciencia, adaptación de la novela homónima de Antonio Skármeta, dir.: Alejandro Castillo; con Julio Jung, Catalina Guerra, Carolina Arredondo y Emilio Edwards (desde el 8 de julio)
- En terapia: La familia ante todo 2, autoría y dirección: Diego Rougier y Javiera Contador; con Dayana Amigo, Fernando Godoy, Javiera Contador, Fernando Larraín

### 2012
- “Money”, el musical del consumismo, de Gustavo Becerra y León Murillo; dir.: Becerra; con León Murillo, Claudio Olate, Carolina Paulsen, Aracely Vitta y Cristian Gajardo
- Las preciosas ridículas, de Molière, dir.: Nelson Brodt; con Claudia Hidalgo, Viviana Rodríguez, Max Meriño, Teresita Reyes, Íñigo Urrutia; compañía La Zarabanda
- Temporada baja, de Begoña Ugalde, dir.: Andrea García-Huidobro; con Ariel Levy, Andrea Muñizaga, Sofía García, Mabel Urrutia, Paulina Eguiluz, Mariela Mignot, Juan Pablo Rahal, Etien Jean Marc; compañía Nuestra
- Piaf, el musical, de Pam Gems; trad. y adaptación de Soledad Lagos; dir.: Marco Espinoza, dirección musical: Izidor Leitinger; con Annie Murath, Cristián Arriagada, Juan Pablo Bastidas, Carmen Gloria Bresky, Carolina Varleta, Daniel González-Muniz (desde el 26 de abril; del 6 de octubre al 1 de diciembre)
- T.O.C. T.O.C., de Laurent Baffie, dir.: Rosita Nicolet; con Maira Bodenhöfer, Renata Bravo, Grimanesa Jiménez, Claudio Valenzuela y Guido Vecchiola (del 2 de agosto al 30 de septiembre)
- Gorda, de Neil LaBute, dir.: Javiera Contador; con Guido Vecchiola, Jenny Cavallo, Eileen Rivera y Sebastián Layseca (del 9 de noviembre al 2 de diciembre)
- Hecho bolsa, autor, dir. y actuación: Felipe Izquierdo (del 18 de octubre al 15 de diciembre; del 12 al 20 de enero y desde el 15 de marzo de 2013)

### 2013
- El impostor, adaptación de Tartufo de Molière; dir.: Mario Soto; con Jaime Artus, Andrés Pozo, Nelson Muñoz, Grimanesa Jiménez, Claudia Hidalgo, Ángela Vallejo, Catalina Martín y Víctor Rojas, compañía La Zarabanda (del 14 al 17 de febrero)
- Un Dios salvaje, de Yasmina Reza, dir.: Andrés Céspedes; con Blanca Lewin, Álvaro Espinoza, Ingrid Cruz y Elvis Fuentes (desde el 7 de marzo)
- Paul & John, una historia de The Beatles, idea y producción: Francisco Olavarría y Cultura Capital; texto de Cristóbal Pizarro, dir.: Mariana Muñoz; con Gabriel Cañas, Gabriel Urzúa, Ignacia Allamand, Dayana Amigo y Lorena Bosch (desde el 16 de mayo)

## Teatro Mori Vitacura

### 2009
- El amateur, dir.: Raúl Llovet; con Claudio Arredondo y Cristián Riquelme (desde el 23 de abril)
- La gran noche, de Marcelo Simonetti, dir.: Paulina García; con Benjamín Vicuña (desde el 28 de mayo)

### 2010
- Yo, Feuerbach, de Tankred Dorst, dir.: Alexander Stillmark; con Héctor Noguera, Juan Pablo Ogalde y Paulina Moyano (desde el 4 de marzo)
- El hijo de la peluquera, dirección y texto de Javiera Contador, basado en historias de Francisco Llancaqueo; con Ximena Rivas, Claudia Burr, Dayana Amigo, Paulete Séve, Lorene Prieto y Fernando Godoy (desde el 22 de abril)
- Días de vino y rosas, de Owen McCafferty, adaptado por Andrés Kalawski, dir.: Cristián Campos; con Álvaro Rudolphy y Mónica Godoy (desde el 24 de julio)

### 2011
- El submarino amarillo, de Gustavo Meza, con Elsa Poblete y María Rodríguez (estreno 7 de abril)
- T.O.C. T.O.C., de Laurent Baffie, dir.: Rosita Nicolet; con Maira Bodenhöfer, Tichi Lobos, Carmen Disa Gutiérrez, Hochi Yaconi, Claudio Valenzuela, Guido Vecchiola y Constanza Mackenna (desde el 7 de octubre, y del 5 al 29 de enero de 2012 con Grimanesa Jiménez en lugar de Gutiérrez)

## Teatro Mori Plaza Vespucio

### 2012
- Gorda, de Neil LaBute, dir.: Javiera Contador; con Guido Vecchiola, Jenny Cavallo, Eileen Rivera y Ramón Llao
- Todo lo que sé de las mujeres, autoría, dirección y actuación: Fernando Kliche (del 16 de febrero al 4 de marzo de 2012 y del 15 al 17 de febrero de 2013)
- La reina de la seducción, basada en Histeriotipos de Claudia Morales, dir.: Edgardo Millán; con Cristina Tocco y Julio González Littin (del 2 de agosto al 20 de septiembre)
- Descaradas, de Federico Roca; dir.: Christian Villarreal; con Jeannette Moenne-Loccoz, Simoney Romero, Pamela Leiva, Norma Ortiz y Pata Valdés Albano (del 10 de agosto al 29 de septiembre)
- Jodida, pero soy tu madre, autor y actuación: Roberto Nicolini; dir.: Luz Elvira Rivanera (hasta el 16 de diciembre y del 3 al 13 de enero de 2013)

### 2013
- Perros, adaptación de Solo para ellas de Gennys Pérez; dir.: Christian Ocaranza; con José Ignacio Valenzuela, Camilo Huerta, Gabriel Martina, Jean Philippe Blanchard y Eileen Rivera (desde el 20 de junio)
- Elvira, autoría, dirección y actuación: Felipe Izquierdo (desde el 12 de julio)
- Canciones y confesiones: A calzón Quitao, de Maida Larraín y Catalina de la Parra; la primera es, además, la actriz de este monólogo musical y la segunda, también la directora de la obra (desde el 19 de julio)

## Producciones en el exterior
- La celebración (Teatro Lola Membrives, Argentina) 
  - Benjamín Vicuña, Gonzalo Valenzuela, Juana Viale/Manuela Pal, Osvaldo Santoro y Antonella Costa.

## Equipo
- Socios Fundadores: Gonzalo Valenzuela, Cristóbal Vial y Benjamín Vicuña.
- Director Ejecutivo: Cristóbal Vial.
- Directora de Programación: Andrea Pérez de Castro.
- Director de Administración Teatros: Pierangelo Bertolini.